# HMS Snapper (39S)
Pour les autres navires du même nom, voir HMS Snapper.
Le HMS Snapper (Pennant number: 39S) est un sous-marin de la classe S de la Royal Navy britannique. Mis en service en 1934, il sert pendant la Seconde Guerre mondiale. Le Snapper est un des 12 navires nommé dans la chanson Twelve Little S-Boats.

## Conception et description
La deuxième série de sous-marins de la classe S a été conçue comme une version légèrement améliorée et élargie des premiers bateaux de la classe et était destinée à être exploitée en mer du Nord et en mer Baltique. Les sous-marins avaient une longueur totale de 63,6 m, une largeur de 7,3 m et un tirant d'eau moyen de 3,6 m. Ils déplaçaient 780 t en surface et 975 t en immersion. Les sous-marins de classe S avaient un équipage de 40 officiers et matelots. Ils avaient une profondeur de plongée de 91,4 m.
Pour la navigation de surface, les sous-marins étaient propulsés par deux moteurs Diesel de 775 chevaux (578 kW), chacun entraînant un arbre d'hélice. En immersion, chaque hélice était entraînée par un moteur électrique de 650 chevaux-vapeur (485 kW). Ils pouvaient atteindre 13,75 nœuds (25,47 km/h) en surface et 10 nœuds (19 km/h) sous l'eau. En surface, les sous-marins du deuxième groupe avaient une autonomie de 6 000 milles nautiques (11 000 km) à 10 nœuds (19 km/h) et de 64 milles nautiques (119 km) à 2 nœuds (3,7 km/h) en immersion.
Les sous-marins de classe S étaient armés de six tubes lance-torpilles de 21 pouces (533 mm) à l'avant. Ils transportaient six torpilles de rechargement pour un total d'une douzaine de torpilles. Ils étaient également armés d'un canon de pont de 3 pouces (76 mm).

## Historique
Commandé le 12 juin 1933 dans le cadre du programme de construction de 1932, le HMS Snapper est posé le 18 septembre 1933 dans le chantier naval de Chatham Dockyard à Chatham en Angleterre. Il est lancé le 25 octobre 1934. Le sous-marin est mis en service le 14 juin 1934 et a reçu le numéro de fanion (Pennant number) 39S.
Le Snapper a passé la plus grande partie de sa carrière dans les eaux territoriales. Il est attaqué par erreur par un avion britannique alors qu'il rentrait à Harwich après une patrouille en mer du Nord. Bien qu'il ait été directement touché, le Snapper échappe aux dommages. Il coule ensuite le petit pétrolier allemand Moonsund, le navire marchand allemand Florida, les dragueurs de mines auxiliaires allemands M-1701/H. M. Behrens et M-1702/Carsten Janssen, le chalutier armé allemand V-1107/Portland et le navire marchand norvégien Cygnus. Il attaque également le croiseur marchand armé allemand Widder, mais les torpilles manquent leur cible.

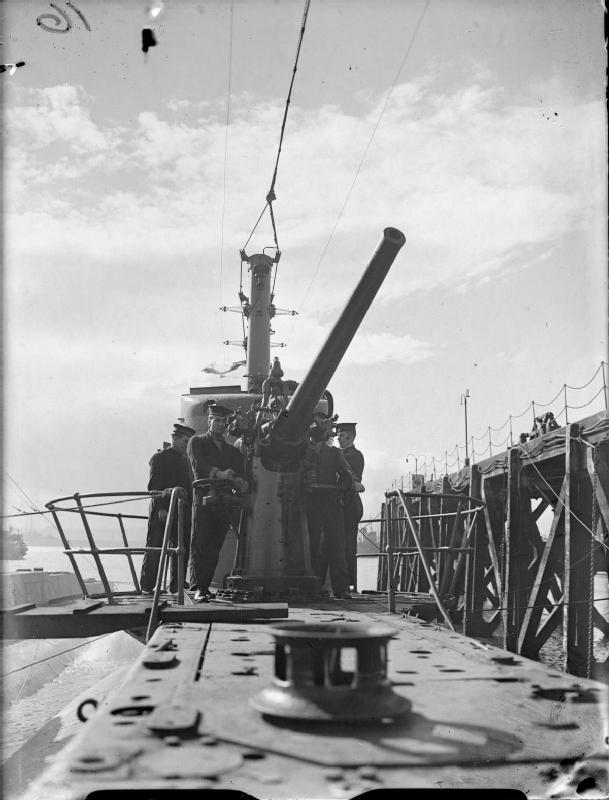
L'équipe d'artilleurs près de leur canon de pont de trois pouces à bord du Snapper amarré le long d'un quai.

Le Snapper quitte la Clyde le 29 janvier 1941 pour patrouiller dans le golfe de Gascogne. Il aurait dû arriver dans sa zone de patrouille le 1er février. Il reçoit l'ordre de rester en poste jusqu'au 10 février, puis de revenir avec son escorte. Le Snapper ne se trouve pas au point de rendez-vous avec l'escorte et on n'entend plus parler de lui. On pense qu'il a été détruit par une mine ou qu'il a été mortellement blessé par un dragueur de mines qui a attaqué un sous-marin dans la zone du Snapper le 11 février, alors que le Snapper aurait dû être hors de la zone à cette date.

D'autres sources rapportent que le sous-marin de classe S a été attaqué et coulé dans le golfe de Gascogne au sud-ouest d'Ouessant, dans le Finistère en France, à la position géographique de 47° 25′ N, 5° 47′ O par les dragueurs de mines allemands M-2, M-13 et M-25 avec la perte des 41 membres d'équipage, lors d'une contre-attaque au cours de laquelle 56 grenades sous-marines ont été lancées.

## Commandants
- Lieutenant (Lt.) William Donald Aelian King (RN) du 16 avril 1939 au 24 décembre 1940.
- Lieutenant (Lt.) Geoffrey Vernon Prowse (RN) du 24 décembre 1940 au 12 février 1941.

Notes: RN: Royal Navy